# 8117 Yuanlongping
8117 Yuanlongping (1996 SD1) là một tiểu hành tinh vành đai chính được phát hiện ngày 18 tháng 9 năm 1996 bởi Chương trình tiểu hành tinh Bắc Kinh Schmidt CCD ở Xinglong. Nó được đặt theo tên Yuan Longping.